# Saqueo de Invernalia
El Saqueo de Invernalia es un conflicto ficticio de la saga de libros Canción de hielo y fuego del escritor George R. R. Martin. Theon Greyjoy, único hijo vivo de Balon Greyjoy, decide someter Invernalia, el bastión de la Casa Stark, aprovechando que apenas se hallaba guarecida. Está encuadrada dentro de la Guerra de los Cinco Reyes. Sus acontecimientos suceden, principalmente, durante la obra Choque de reyes, narrándose desde los puntos de vista del personaje Theon Greyjoy y Bran Stark.
En la adaptación televisiva, estos acontecimientos ocurren en la segunda temporada, en concreto en los episodios Los dioses antiguos y nuevos, Un hombre sin honor, Un príncipe de Invernalia y Valar Morghulis.

## Antecedentes: la invasión de los Greyjoy
Al inicio de Choque de reyes, Robb Stark, que había sido proclamado por sus vasallos como Rey en el Norte, pretendió establecer una alianza con Balon Greyjoy, autoproclamado Rey de las Islas del Hierro. Por ello envía a su hijo, Theon Greyjoy, que había sido pupilo de los Stark desde niño, como mensajero. Sin embargo, Balon no tenía ninguna intención de aliarse con los Stark; aprovechando que los norteños se hallaban combatiendo a los Lannister en el sur, Balon decidió lanzar una campaña de conquista hacia el Norte.
Theon Greyjoy, que había sido asignado para atacar la Costa Pedregosa junto a su tío Aeron Greyjoy, estaba determinado a demostrarle su valía a su padre, por ello buscó un objetivo más ambicioso: la mismísima Invernalia. Su plan era que uno de sus hombres, Dagmer Barbarrota, atacara el bastión de Ciudadela de Torrhen para atraer a las fuerzas de Invernalia, eso sería aprovechado por Theon para tomar el desguarnecido bastión con un puñado de hombres.

## La toma de Invernalia
Con tan solo 20 hombres, Theon Greyjoy captura el bastión matando a los escasos guardias que quedaban en Invernalia. Tras eso, Theon se autoproclamó «Príncipe de Invernalia» y tomó como rehenes a Bran Stark, a Rickon Stark, a dos miembros de la Casa Frey que se hallaban allí como pupilos, a los hermanos Jojen y Meera Reed, y a la hija del castellano de Invernalia, Beth Cassel.
Un suceso inesperado sucede cuando Bran y Rickon Stark escapan de la fortaleza con la ayuda de varios leales. Pese a que organiza una partida de búsqueda, no tiene éxito en localizarlos. Furioso, Theon ordena ejecutar a los hijos de un molinero y los hace pasar por los hermanos Stark.
Theon solicita a su padre y a su hermana Asha Greyjoy que le envíen refuerzos para conservar la fortaleza; Asha llega a Invernalia, pero no está dispuesto a ayudarlo, afirmando que carecen de fuerzas para conservar Invernalia. Abandonado, Theon no está dispuesto a rendirse y se prepara para resistir el ataque de los Stark, que bajo el mando de Ser Rodrik Cassel han reunido un ejército.

### El saqueo
Ser Rodrik Cassel reúne un ejército de unos 2.000 hombres, conformado por la guarnición de Invernalia que partió con el mismo Ser Rodrik y por tropas de Casas vasallas como los Cerwyn, los Tallhart, los Manderly o los Hornwood. Pone asedio al bastión, pero ser Rodrik duda ante las amenazas de Theon de ejecutar a su hija Beth. Sin embargo, uno de los sirvientes de Theon llamado Hediondo le propone que le deje marchar para ir a buscar a la guarnición de Fuerte Terror (bastión de la Casa Bolton) que podría ayudarle; Theon acepta.
Ante la perspectiva de la derrota, Theon medita el unirse a la Guardia de la Noche, como le propone el maestre Luwin. Es en ese momento cuando oye que tropas de la Casa Bolton están atacando a los Stark en los muros de Invernalia. Haciéndose pasar por aliados, los Bolton atacaron por sorpresa a los Stark, matando a ser Rodrik y a otros nobles como lord Cley Cerwyn o Leobald Tallhart.
Theon permite a los Bolton entrar en Invernalia y es cuando Hediondo revela su verdadera identidad: es Ramsay Nieve, el hijo bastardo de Roose Bolton. Inmediatamente, Ramsay ordena eliminar a los Hombres del Hierro, a los sirvientes de Invernalia y capturar a Theon Greyjoy; Invernalia es quemada hasta los cimientos y se presupone que no quedaron supervivientes.

## Adaptación televisiva
En la adaptación televisiva de HBO, Game of Thrones, los acontecimientos se narran de forma similar, con algunos cambios menores que no afectan al desenlace del acontecimiento.
Theon Greyjoy (Alfie Allen) toma Invernalia aprovechando que apenas está guarecida. Trata de ganarse la lealtad de la población de la fortaleza, pero pronto se da cuenta de que todos le desprecian; Ser Rodrik Cassel (Ron Donachie) es uno de ellos, siendo ejecutado personalmente por Theon cuando se niega a jurarle lealtad. Cuando Bran y Rickon Stark huyen, Theon hace caso del consejo de uno de sus hombres y elimina a los hijos de un molinero.
Un ejército norteño asedia Invernalia y Theon está decidido a plantar batalla, pero sus hombres le traicionan y lo noquean, entregándose a los norteños para salvar la vida. El maestre Luwin (Donald Sumpter) trata de salvar a Theon, pero es malherido y dejado moribundo en el proceso.